# Liste der Stolpersteine in Meina

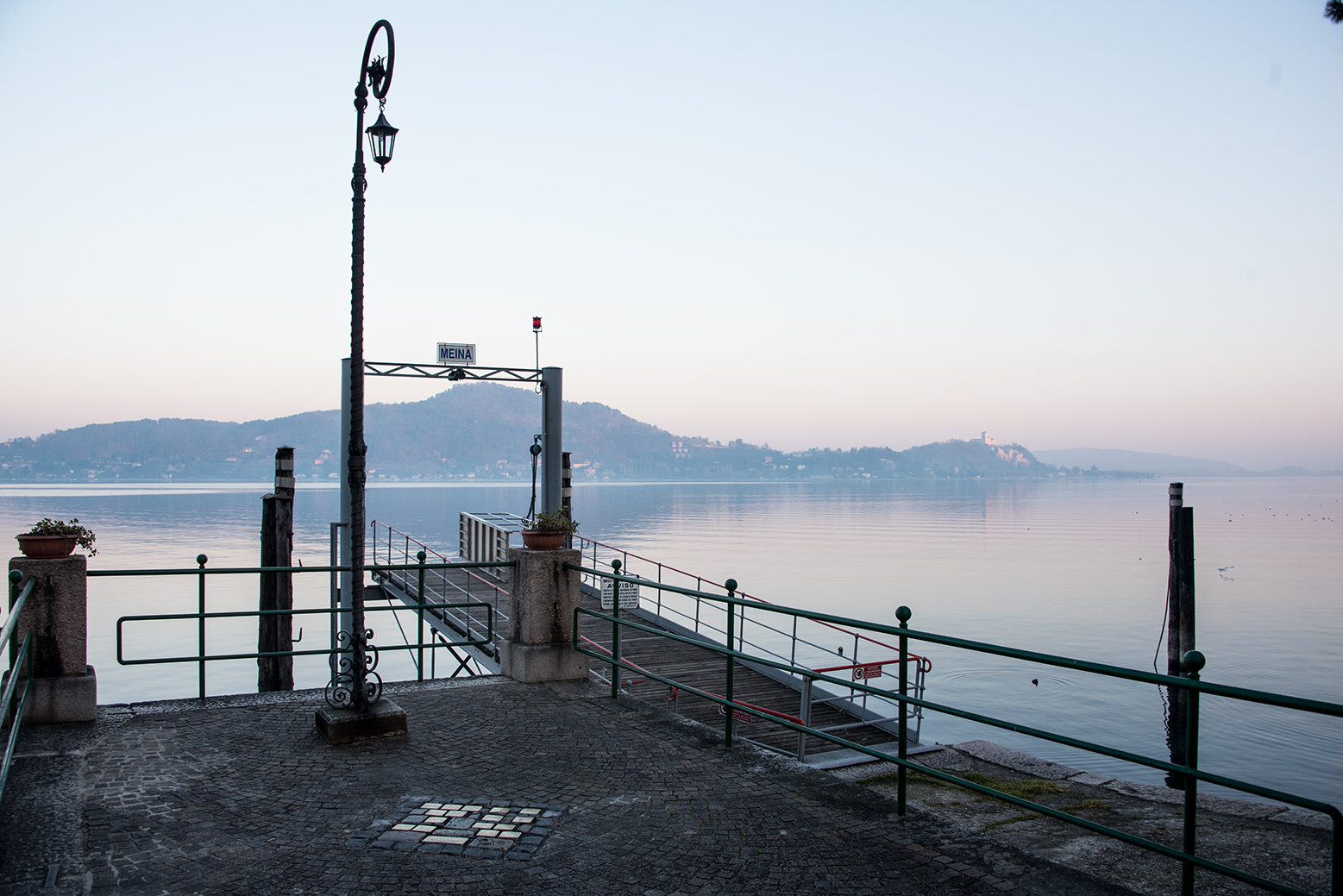
Stolpersteine in Meina

Die Liste der Stolpersteine in Meina enthält die Stolpersteine in Meina in der italienischen Region Piemont, die an 17 Opfer des Nationalsozialismus erinnern. Im Zuge des Massakers vom Lago Maggiore wurden zwischen 22. und 24. September 1943 16 Gäste des Hotels Meina ermordet. Die Stolpersteine, deren Name auf Italienisch pietre d’inciampo lautet, wurden von Gunter Demnig am 10. Januar und 30. August 2015 in Meina verlegt. Die 16 Personen-Steine sowie ein erläuternder Stein in Meina befinden sich alle an derselben Stelle am Ufer des Lago Maggiore.

## Liste der Stolpersteine
In Meina wurden 17 Stolpersteine verlegt. Sie befinden sich alle auf der Piazzale Marconi.

Die Tabelle ist teilweise sortierbar; die Grundsortierung erfolgt alphabetisch nach dem Familiennamen.
| Stolperstein | Übersetzung | Name, Leben |
| ------------ | --- | --- |
|              | HOTEL MEINA HIERHER WAREN 22 JUDEN GEFLÜCHTET DEUTSCHEN SS-MÄNNERN BEKANNTGEMACHT WURDEN SIE AM 15. 9. 1943 VERHAFTET AM 22. BZW. 23. SEPTEMBER 1943 WURDEN 16 VON IHNEN ERMORDET | Der Stolperstein mit der Erklärung des Massakers von Meina gibt die Todestage aller Opfer, den 22. bzw. 23. September 1943, an. Daher wurde bei allen Stolpersteinen, die den einzelnen Personen gewidmet sind, auf Tag und Umstände des Todes verzichtet. Dies unterscheidet die Stolpersteine von Meina auch von allen anderen. |
|              | ESTER BOTTON GEBOREN 1891 THESSALONIKI – GRIECHENLAND | Ester Botton wurde am 23. März 1891 in Thessaloniki geboren. Sie war die Tochter von Haim Botton und Fachima Fransci. Sie heiratete Marco Mosseri. Das Paar hatte einen Sohn, Giacomo Renato Mosseri. Im Rahmen des Massakers von Meina wurden Ester Botten, ihr Ehemann, ihr Sohn und ihre Schwiegertochter Odette Uziel ermordet. |
|              | VITALE CORI GEBOREN 1917 MAILAND – ITALIEN | Vitale Cori wurde 1917 in Mailand geboren. Er war der Sohn von Alfredo Cori und Laura De Pierre. Er arbeitete an der Bar des Hotel Meina. Er wurde am 15. September 1943 in Meina vom NS-Regime verhaftet und eine Woche später ermordet. |
|              | BLANCHETTE FERNANDEZ DIAZ GEBOREN 1931 THESSALONIKI – GRIECHENLAND | Blanchette Fernandez Diaz wurde am 5. Juli 1931 in Thessaloniki als Tochter von Pierre Fernandez Diaz und Liliana Scialom geboren. Sie hatte zwei ältere Brüder, Jean und Robert, die 1926 bzw. 1930 ebenfalls in Thessaloniki zur Welt kamen. Mit ihren Eltern, ihrem Großvater und ihren beiden Brüdern flüchtete sie nach Meina, wurde im Alter von zwölf Jahren von deutschen SS-Männern verhaftet und ermordet. |
|              | DINO FERNANDEZ DIAZ GEBOREN 1867 THESSALONIKI – GRIECHENLAND | Dino Fernandez Diaz wurde am 9. August 1867 in Thessaloniki als Sohn von Giuseppe Fernandez Diaz und Ester Misrachi geboren. Das Paar hatte einen Sohn, Pierre, und drei Enkelkinder, Jean, Robert und Blanchette. Das Schicksal seiner Frau ist unbekannt. Gemeinsam mit Sohn, Schwiegertochter und Enkelkindern flüchtete Dino Fernandez Diaz ins Hotel Meina, wurde dort von deutschen SS-Männern verhaftet und ermordet. |
|              | JEAN FERNANDEZ DIAZ GEBOREN 1926 THESSALONIKI – GRIECHENLAND | Jean Fernandez Diaz wurde am 20. Februar 1926 in Thessaloniki geboren. Sein Vater war Pierre Fernandez Diaz, seine Mutter Liliana Scialom. Er hatte zwei jüngere Geschwister, Jean und Blanchette. Gemeinsam mit dem Großvater Dino Fernandez Diaz flüchtete sich die Familie ins Hotel Meina, wurde dort am 15. September 1943 von SS-Männern verhaftet und eine Woche später im Wald ermordet und im See versenkt. |
|              | PIERRE FERNANDEZ DIAZ GEBOREN 1897 THESSALONIKI – GRIECHENLAND | Pierre Fernandez Diaz wurde am 14. September 1897 in Thessaloniki als Sohn von Dino Fernandez Diaz und Bianca Maier geboren. Er war mit Liliana Scialom verheiratet. Das Paar hatte drei Kinder, die 1926, 1930 bzw. 1931 in Thessaloniki zur Welt kamen: Jean, Robert und Blanchette. Pierre Fernandez Diaz, sein Vater, seine Ehefrau und die drei Kinder wurden im Rahmen der Massaker am Lago Maggiore von SS-Männern ermordet. |
|              | ROBERT FERNANDEZ DIAZ GEBOREN 1930 THESSALONIKI – GRIECHENLAND | Robert Fernandez Diaz wurde am 8. Januar 1930 in Thessaloniki geboren. Er war der Sohn von Pierre Fernandez Diaz und Liliana Scialom. Er hatte einen älteren Bruder und eine jüngere Schwester, Jean und Blanchette. Sein Großvater war Dino Fernandez Diaz. Die sechsköpfige Familie konnte aus dem von deutschen Truppen besetzten Thessaloniki flüchten und quartierte sich im Hotel Meina ein. Am 22. und 23. September 1943 wurden alle von der SS ermordet, darunter auch der 13-jährige Robert Fernandez Diaz.                                                          |
|              | LOTTE FROELICH GEBOREN 1904 OPPELN – DEUTSCHLAND | Lotte Mazzucchelli Wertheimer Froelich, auch Fröhlich, wurde am 1. Oktober 1904 in Oppeln geboren, als Tochter von Max Fröhlich und Jeanne Wertheimer. Sie war mit dem Mailänder Anwalt Mario Mazzucchelli verheiratet. Zufällig befand sich das Ehepaar am 15. September 1943 in Meina und nahm auf Einladung des comm. Behar im Hotel Meina das Mittagessen ein, als die SS auftauchte und Lotte Mazzucchelli, weil sie Jüdin war, festnahm. Sie wurde eine Woche später von deutschen SS-Männern in einem Waldstück in Meina ermordet und danach im Lago Maggiore versenkt. |
|              | DANIELE MODIANO GEBOREN 1892 THESSALONIKI – GRIECHENLAND | Daniele Modiano wurde am 25. April 1892 in Thessaloniki geboren. Er war der Sohn von Giacobbe Modiano und Matilde Hachim und entstammte einer traditionsreichen und großen Familie. Er heiratete Georgette Verbeyst. Daniele Modiano wurde in Meina von der SS ermordet, seine Frau überlebte die Shoah. |
|              | GIACOMO RENATO MOSSERI GEBOREN 1920 THESSALONIKI – GRIECHENLAND | Giacomo Renato Mosseri wurde am 2. Oktober 1920 in Thessaloniki geboren. Seine Eltern waren Marco Mosseri und Ester Botton. Er war mit Odette Uziel verheiratet. Giacomo Renato Mosseri, seine Ehefrau und seine Eltern wurden Opfer des Massakers von Meina. |
|              | MARCO MOSSERI GEBOREN 1888 THESSALONIKI – GRIECHENLAND | Marco Mosseri wurde am 16. Juli 1888 in Thessaloniki geboren. Er war der Sohn von Giacobbe Mosseri und Flora Tiano. Er heiratete Ester Botton. Das Paar hatte einen Sohn, Giacomo Renato Mosseri. Im Rahmen des Massakers von Meina wurden Marco Mosseri, seine Ehefrau, sein Sohn und seine Schwiegertochter Odette Uziel ermordet. |
|              | VALERIE NAHOUM GEBOREN 1894 THESSALONIKI – GRIECHENLAND | Valerie Nahoum wurde am 27. März 1894 in Thessaloniki als Tochter von Vittorio Nahoum und Bella geboren. Sie war mit Raoul Torres verheiratet. Das Ehepaar wurde in Meina ermordet. |
|              | VITTORIO HAIM POMPAS GEBOREN 1912 IZMIR – TÜRKEI | Vittorio Haim Pompas wurde am 12. April 1912 in Izmir als Sohn von Bension Pompas und Anna Levi geboren. Auch er wurde in Meina ein Opfer der SS. |
|              | LILIANA SCIALOM GEBOREN 1907 THESSALONIKI – GRIECHENLAND | Liliana Scialom wurde am 26. Juni 1907 in Thessaloniki als Tochter von Daniele Scialom und Olga Nahman geboren. Sie heiratete Pierre Fernandez Diaz, der zehn Jahre älter war. Das Ehepaar hatte drei Kinder: Jean (geb. 1931), Robert (1930) und Blanchette (1931). Die gesamte Familie – Frau, Mann, Kinder und Schwiegervater – wurde im Rahmen der Massaker am Lago Maggiore von SS-Männern ermordet. |
|              | RAOUL TORRES GEBOREN 1895 THESSALONIKI – GRIECHENLAND | Raoul Torres wurde am 2. März 1895 in Thessaloniki als Sohn von Elia Torres und Nelly Fernandez Diaz geboren. Er war mit Valerie Nahoum verheiratet. Das Ehepaar wurde in Meina ermordet. |
|              | ODETTE UZIEL GEBOREN 1924 THESSALONIKI – GRIECHENLAND | Odette Uziel wurde am 1. Juli 1924 in Thessaloniki als Tochter von Davide Uziel und Ida Nehama geboren. Sie war mit Giacomo Renato Mosseri verheiratet. Das Ehepaar wurde ein Opfer des Massakers von Meina. |